# Reed Diamond
Reed Edward Diamond (Brooklyn, 20 de julho de 1967) é um ator estadunidense. É mais conhecido pelo papel de Det. Mike Kellerman em Homicide: Life on the Street e Laurence Dominic em Dollhouse. Ele também participou de The Shield e The Mentalist.

## Carreira

### Filmes
| Ano  | Título                    | Papel                    |
| ---- | ------------------------- | ------------------------ |
| 1990 | Memphis Belle             | Sgt. Virgil Hoogesteger  |
| 1994 | Clear and Present Danger  | Chefe da Guarda Costeira |
| 1995 | Assassins                 | Bob                      |
| 2001 | The Breed                 | Phil                     |
| 2003 | S.W.A.T                   | Oficial David Burress    |
| 2004 | Spider-Man 2              | Algernon                 |
| 2005 | Madison                   | Skip Naughton            |
| 2005 | Good Night, and Good Luck | John Aaron               |
| 2005 | Berkeley                  | Ralph                    |
| 2006 | The Darkroom              | Homem                    |
| 2007 | Adrenaline                | Voice of Harvey          |
| 2007 | Meet Bill                 | Paul                     |
| 2011 | Moneyball                 | Mark Shapiro             |
| 2012 | Much Ado About Nothing    | Don Pedro                |

### Televisão
| Ano         | Título                                         | Papel                              |
| ----------- | ---------------------------------------------- | ---------------------------------- |
| 1988        | ABC Afterschool Special                        | Gary Farrell                       |
| 1991        | Ironclads                                      | Leslie Harmon                      |
| 1991        | Loving                                         | Garth Watkins                      |
| 1991 & 2005 | Law & Order                                    | Sr. Klein / Christopher Baylor     |
| 1992        | O Pioneers!                                    | Emil                               |
| 1993        | Boy_Meets_Girl                                 |                                    |
| 1993        | Class of '96                                   | Stephen Sinclair                   |
| 1993        | Blind Spot                                     | Charlie                            |
| 1994        | Under Suspicion                                | Bill Palmer                        |
| 1995        | Away to Danger                                 | Jeffrey Baker                      |
| 1995        | Secrets                                        | Thomas Rafferty                    |
| 1995        | Her Hidden Truth                               | Clay Devereaux                     |
| 1996        | Full Circle                                    | Harry Winslow                      |
| 1997        | Mighty Ducks                                   | Falcone                            |
| 1997        | Indefensible: The Truth About Edward Brannigan | Eddie Brannigan Jr.                |
| 1995-1998   | Homicide: Life on the Street                   | Detetive Mike Kellerman            |
| 1999-2003   | Judging Amy                                    | Stuart Collins                     |
| 2000        | Homicide: The Movie                            | Investigador Mike Kellerman        |
| 2000        | 919 Fifth Avenue                               | Ben Constant                       |
| 2000        | High Noon (TV)                                 | Harvey Pell                        |
| 2001        | The Huntress                                   | Mike Kaputo                        |
| 2001        | The Breed                                      | Phil                               |
| 2001        | Family Law                                     | Alan Caldwell                      |
| 2001        | Three Days                                     | Andrew Farmer                      |
| 2002        | Scared Silent                                  | Doug Clifson                       |
| 2002        | Presidio Med                                   | Will Raymond                       |
| 2003        | The Twilight Zone                              | Boyfriend                          |
| 2003        | The Shield                                     | Terry Crowley                      |
| 2004        | Crossing Jordan                                | Gordon Kimball                     |
| 2004-2005   | The West Wing                                  | Dr. Mike Gordon                    |
| 2005        | Medium                                         | Jared Swanstrom                    |
| 2005        | CSI: Crime Scene Investigation                 | Ray Lester                         |
| 2005        | Numb3rs                                        | Dr. Kenneth Hill                   |
| 2006        | Faceless                                       | Marcus Ambrose                     |
| 2006        | Stargate SG-1                                  | Major Bryce Ferguson               |
| 2006        | Without a Trace                                | Eric Hayes                         |
| 2006        | Vanished                                       | Therapist                          |
| 2006        | Ghost Whisperer                                | Dr. Martin Schaer                  |
| 2007        | October Road                                   | Gavin Goddard                      |
| 2007        | Journeyman                                     | Jack Vasser                        |
| 2008        | Criminal Minds                                 | Craig Bridges                      |
| 2009        | Drop Dead Diva                                 | Chad Billmeyer                     |
| 2009        | Monk                                           | FBI Agent Stone                    |
| 2009        | Castle                                         | Dr. Cameron Talbot                 |
| 2009        | Cold Case                                      | Darren Musk                        |
| 2009-2010   | Dollhouse                                      | Laurence Dominic                   |
| 2010        | 24                                             | Jason Pillar                       |
| 2010        | Firebreather                                   | Barnes (voz)                       |
| 2011        | Law & Order: LA                                | Franklin Citron                    |
| 2011        | The Mentalist                                  | Agente da CBI Ray Haffner          |
| 2011-2012   | Franklin & Bash                                | Damien Karp                        |
| 2012        | Desperate Housewives                           | Greg Limon                         |
| 2012        | The Glades                                     | Vereador Greg Dousett              |
| 2012        | Common Law                                     | Robert Yule                        |
| 2012        | Bones                                          | Agente Especial do FBI Hayes Flynn |
| 2012        | Revolution                                     |                                    |